# 白井剛
白井 剛（しらい つよし、英: Tsuyoshi Shirai、1976年 - ）は、日本の舞踏家、振付家。ダンサー、コリオグラファーであり映像作家。長野県飯田市生まれ。千葉大学工学部工業意匠学科卒業。

## 主な振付作品
- 『Living Room - 砂の部屋』（00／製作：発条ト）
- 『タイムニットセーター』（00／製作：発条ト）
- 『テーブルを囲んで』（00／製作：発条ト）
- 『Swingin' Steve』（01／製作：発条ト）
- 『衝動とミディアムスロー』（01／ソロ／製作：発条ト）
- 『彼／彼女の楽しみ方』（02／製作：発条ト）
- 『予定地Ｍ』（03／製作：アイホール）
- 『リビングルーム／さきら編』（03／製作：発条ト・さきら）

## 年譜
- 1976年  長野県飯田市に生まれる。
- 1995年　千葉大学モダンダンス部に入部。ダンスを始める。
- 1996年-2000年 ダンスカンパニー「伊藤キム＋輝く未来」のダンサーとして活躍。
- 1996年 発条トの振付家として活動を開始。
- 2000年  バニョレ国際振付賞（Prix d'Auteur du Conceil general de la Seine-Saint-Denis 2000）を受賞。
- 2002年、2003年  トヨタコレオグラフィーアワード（最終審査会）に2年連続して選出される。
- 2004年  愛知芸術文化センタープロデュースによるダンスオペラ『悪魔の物語』（振付：ユーリ・ン）にダンサーとして出演。

同11月、ソロ作品『質量, slide , & .』をシアタートラムにて発表。

## 出演
- あいのて ワニバレエのコーナー (2006年度)

## 関連事項
- 映像作家
- ダンス
- 舞踏
- 舞踏家
- 舞踊
- 振付家